# Aladdin Sane (canción)
«Aladdin Sane (1913–1938–197?)» es una canción escrita por el músico británico David Bowie para el álbum del mismo nombre. Descrita por el biógrafo David Buckley como la canción "fundamental" del álbum.

## Título
El nombre es un juego de palabras con «A Lad Insane» y fue inspirado por el hermanastro de Bowie, Terry Burns que había sido diagnosticado como esquizofrenico. Una variación temprana fue «Love Aladdin Vein», la cual Bowie abandonó en su parte debido a su connotación a las drogas. Las fechas entre los paréntesis se refieren a los años de la Primera Guerra Mundial y la Segunda Guerra Mundial, con la tercera fecha desconocida, reflejando el pensamiento de Bowie a una Tercera Guerra Mundial.

## Música y letra
«Aladdin Sane» fue escrita en diciembre de 1972 mientras regresaba al Reino Unido después de la etapa norteamericana de la gira de Ziggy Stardust. El tema fue inspirado por un libro que él estaba leyendo, Vile Bodies de Evelyn Waugh.
La canción presenta un solo de piano por Mike Garson, un tecladista estadounidense que recientemente se había unido a la banda de Bowie. Bowie rechazo cortésmente los intentos iniciales del solo, uno en estilo blues, el otro en estilo latino, y le pidió al pianista algo parecido a la "escena del avant-garde jazz de los 60s".

## «Zion»
La canción (ahora conocida como «Zion») ha aparecido en bootlegs bajo los títulos «Aladdin Vein», «Love Aladdin Vein», «A Lad in Vein» y «A Lad in Vain». Incorporando partes de «Aladdin Sane» y lo que se convertiría en «Sweet Thing (Reprise)» en Diamond Dogs, está pieza instrumental fue pensado en haber sido grabada durante las sesiones de Aladdin Sane en los Trident Studios a principios de 1973. Sin embargo una reciente estimación lo sitúa junto a las grabaciones de Pin Ups más tarde ese año, como un avance al siguiente trabajo original de Bowie, llevando al autor Nicholas Pegg a sugerir que «quizá debería ser considerada como un demo de Diamond Dogs y no como una toma descartada de Aladdin Sane».

## Versiones en vivo
- Una presentación grabada en el Tower Theater, Pensilvania como parte de la gira de Diamond Dogs, fue publicada en David Live.[9]
- Una versión grabada en el Universal Amphitheatre, California, durante la gira de Diamond Dogs el 5 de septiembre de 1974 fue incluida en Cracked Actor (Live Los Angeles '74).[10]

## Otros lanzamientos
- La canción ha aparecido en numerosos álbumes compilatorios de David Bowie:
  - The Best of David Bowie (1974)
  - Chameleon (1979)
  - Changestwobowie (1981)
  - The Best of David Bowie 1969/1974 (1997)
  - ChangesNowBowie (2020)

## Otras versiones
- Toni Basil – en vivo
- Emergency Broadcast Network – Homicidal Schizophrenic (A Lad Insane) (1996)

## Créditos
Créditos adaptados desde las notas del álbum.
- David Bowie – voz principal, guitarra acústica, saxofón tenor
- Mick Ronson – guitarra eléctrica
- Trevor Bolder – bajo eléctrico
- Mick Woodmansey – batería
- Mike Garson – piano